# Echo (Plastic Treeのアルバム)
『echo』（エコー）は、Plastic Treeの1枚目のミニ・アルバム。2014年3月5日発売。発売元はビクターエンタテインメント。

## 概要
Plastic Treeのメジャーデビュー後初のミニ・アルバム。メンバー4人全員が作詞・作曲に参加している。収録曲の曲名が全て漢字2文字に統一されている。
初回限定盤、通常盤の2タイプ発売。初回限定盤のみ、「「影絵」Music Video」、「「echo」オフショット映像」を収録したDVD付。また、初回限定盤のみ、紙ジャケット仕様。

## 収録曲
CD（初回限定盤、通常盤共通）
1. 木霊 [2:05][1][2]
  - 作曲・編曲：Plastic Tree

インストゥルメンタル曲。
2. 曲論 [4:11][1][2]
  - 作詞：有村竜太朗、作曲：長谷川正、編曲：Plastic Tree
3. 嬉々 [4:03][1][2]
  - 作詞・作曲：ナカヤマアキラ、編曲：Plastic Tree
4. 輪舞 [4:43][1][2]
  - 作詞：長谷川正、作曲：ナカヤマアキラ、編曲：Plastic Tree
5. 瞳孔 [4:38][1][2]
  - 作詞：有村竜太朗、作曲：長谷川正、編曲：Plastic Tree

34thシングル。
テレビ朝日系『Break Out』2013年9月度オープニング・トラック。
6. 雨音 [3:56][1][2]
  - 作詞・作曲：佐藤ケンケン、編曲：Plastic Tree
7. 影絵 [4:23][1][2]
  - 作詞・作曲：有村竜太朗、編曲：Plastic Tree

MVが制作されている。

DVD（初回限定盤のみ）
1. 「影絵」Music Video
2. 「echo」オフショット映像